# Frédérick Pelletier
 (décembre 2017).
Frédérick Pelletier est un réalisateur et scénariste québécois, né en 1975 à Lévis. Il vit et travaille à Montréal.

## Biographie
D’abord étudiant en lettres et langues, Frédérick Pelletier entre en Arts plastiques au cégep de Lévis-Lauzon où il fait ses premiers essaies vidéo avant d’être admis en 1996 en Film Production à l’Université Concordia de Montréal. Il est de la même cohorte que le cinéaste Maxime Giroux et la directrice photo Sara Mishara. Encore étudiant, il travaille à la Cinémathèque québécoise et à l’Office national du film du Canada.
Critique puis coéditeur (avec Nicolas Renaud, André Habib et Simon Galieros) de la revue électronique Hors Champ (2000 à 2005), il réalise en 2005 un premier court-métrage documentaire, L’hiver longtemps, puis l’année suivante, un premier court métrage de fiction, L’air de rien qui lui vaudra une première nomination aux prix Jutra. Frédérick Pelletier fait la rencontre de Sylvain Corbeil et Pascal Bascaron, producteurs de Métafilms et commence à développer avec eux sur un premier long métrage sur la rencontre entre un marin ivoirien et une jeune québécoise.
En janvier 2013, son premier long-métrage, Diego Star, est présenté en première mondiale au Festival international du film de Rotterdam, dans la Big Sceen Award Compétition. Le film reçoit un accueil critique généralement favorable de la presse spécialisée, faisant même dire au Hollywood Reporter que « Frédérick Pelletier est un autre scénariste/ réalisateur de talent issue du Québec dans le sillon de Denis Villeneuve, Denis Côté et Xavier Dolan ». Diego Star prendra l'affiche au Québec presque un an plus tard, soit le 6 décembre 2014.
Selon le site web de la toujours la société de production Métafilms, Frédérick Pelletier développe actuellement un nouveau film intitulé "Un homme libre".
En plus de son travail de réalisateur et scénariste, Frédérick Pelletier est également programmateur documentaire pour les Rendez-vous du cinéma québécois depuis 2007.

## Filmographie

### Court-métrage
- 2005 - L'hiver longtemps  (documentaire)
- 2006 - L'air de rien (fiction)
- 2010 - 7DDLM : Library rats (co-réalisé avec Olivier Tétrault et en collaboration avec les 7 doigts de la main)
- 2010 - 7DDLM : Freestyle Bowling (co-réalisé avec Olivier Tétrault et en collaboration avec les 7 doigts de la main)

### Long-métrage de fiction
- 2013 - Diego Star

### Télévision
- 2001 - Bandeapart.tv (reportages, spécial ADISQ, etc.) (Artv)
- 2004 - Loft : les 7 doigts de la main en spectacle (TV5 Monde)

## Prix et nominations
- 2006 - L'air de rien Nomination : Jutra du meilleur court et moyen métrage pour L'air de rien.
- 2013 - Diego Star Papillon d'argent, Festival international du film indépendant de Lille (France)
- 2013 - Diego Star Meilleur réalisateur, Santiago Festival Internacional de Cine 2013, Santiago (Chili).
- 2013 - Diego Star Prix d'interprétation masculine pour Issaka Sawadogo, 42e Festival du nouveau cinéma de Montréal, Compétition FOCUS.
- 2013 - Diego Star Prix spécial du jury, 42e Festival du nouveau cinéma de Montréal, Compétition FOCUS.
- 2013 - Diego Star Reflet d'or du meilleur long métrage 2013, Festival Tous écrans / Geneva Int. Film Festival (Suisse).
- 2013 - Diego Star Meilleur film, New York No Limits Films series 2013, New York City (USA).
- 2014 - Diego Star Mention du jury pour l'interprétation d'Issaka Sawadogo, Festival international du premier film d'Annonay (France).
- 2014 - Diego Star 5 Nominations aux prix Jutra : Meilleur film ; Meilleur scénario ; Meilleure actrice (Chloé Bourgeois) ; Meilleur acteur (Issaka Sawadogo) ; Meilleur direction artistique (Marjorie Rhéaume).